# 希伯倫 (康乃狄克州)
希伯倫（英語：Hebron）是一個位於美國康乃狄克州托蘭縣的城鎮。

## 地理
希伯倫的座標為41°39′00″N 72°23′00″W / 41.65000°N 72.38333°W，而該地的平均海拔高度為154米（即505英尺）。

## 人口
根據2010年美國人口普查的數據，希伯倫的面積為95.60平方千米，當中陸地面積為95.60平方千米，而水域面積為0.00平方千米。當地共有人口9686人，而人口密度為每平方千米101.32人。